# Анджело Доменгини
Анджело Доменгини (на италиански: Angelo Domenghini) роден на 25 август 1945 г. в Лалио е бивш италиански футболист, национал и треньор.

## Кариера
Доменгини прави своя дебют в Серия А с отбора на Аталанта БК. С отбора от Бергамо печели Копа Италия през 1963 г., като на финала срещу отбора на ФК Торино, Анджело отбелязва хеттрик, което го прави единствения футболист, заедно с Джузепе Джанини, отбелязвал 3 гола на финал за Копа Италия.
През лятото на 1964 г. е привлечен в отбора на ФК Интер, където в дебютния си сезон изиграва 26 мача и отбелязва 9 гола и печели титлата в Серия А, Купата на европейските шампиони и Междуконтиненталната купа. Следващия сезон с ФК Интер отбелязва 12 гола и отново става шампион на Италия и печели още една Междуконтинентална купа. През целия си престой в миланския гранд, Доменгини никога не е имал възможност да играе на титулярния си пост (дясно крило), понеже на тази позиция играе бразилецът Жаир.
През 1969 г. преминава в отбора на Каляри Калчо, като разменна монета с Роберто Бонинсеня. В първия си сезон за сардинци печели италианския шампионат, като вкарва 9 гола в 30 мача и си партнира в нападение с Джиджи Рива.
През 1973 г. напуска Каляри и първо играе за Рома, после за Верона, УС Фоджа, Олбиа и Тренто. Изиграва общо 349 мача и отбелязва 93 гола в Серия А.
С националния отбор на Италия изиграва 33 мача за които вкарва 7 гола. Европейски шампион през 1968 г. и сребърен медалист от световното в Мексико през 1970 г.

## Отличия
- Шампион на Италия: 3

Интер: 1964-65, 1965-66
Каляри Калчо: 1969-70
- Копа Италия:1

Аталанта БК: 1963
- Междуконтинентална купа: 2

Интер: 1964, 1965
- КЕШ: 1

Интер: 1965
- Европейски шампион: 1

Италия: 1968
- Голмайстор на Копа Италия: 1

Аталанта БК: 1963 (5 гола)